# Guilherme Bissoli
Guilherme Bissoli Campos, mais conhecido como Guilherme Bissoli ou apenas Bissoli (Jaú, 9 de janeiro de 1998) é um futebolista brasileiro que atua como atacante. Atualmente, joga pelo Buriram United.

## Carreira

### São Paulo
Natural de Jaú e de origem italiana, Bissoli começou a carreira em um clube da própria cidade, o XV de Jaú, tendo chegado à categoria de base do São Paulo em 2009. Começou como meio-campista, posição que permaneceu até o Sub-17 e por fazer bastante gols acabou sendo avançado ao ataque. Bissoli subiu aos profissionais em 2017 junto com outros três colegas de base devido à lesões de alguns jogadores do clube na época, tendo sido o artilheiro Campeonato Paulista de Sub-17 de 2015 com 22 gols e ganhado pelo time Sub-20 o Paulista, Copa Rio Grande do Sul e a Copa do Brasil da categoria em 2016.
Em 3 de dezembro de 2017, fez sua estreia profissional entrando no decorrer do jogo no lugar de Brenner em um empate de 1–1 com o Bahia, na última rodada do Campeonato Brasileiro de 2017. No final da temporada, acabou sendo promovido de vez ao time principal.

### Fernando de la Mora
Após não ter espaço no clube do Morumbi, em junho de 2018, Bissoli acertou um pré-contrato com o Athletico Paranaense, acertando a ida para o clube paranaense no final de janeiro de 2019.
Mas em fevereiro de 2019, seu contrato com o São Paulo expirou e Bissoli recusou-se a renovar com o clube paulista, tendo então seu staff levado-o ao Paraguai e assinado com o clube Fernando de la Mora para manter-se ativo enquanto não resolvia o impasse, mas Bissoli não chegou a disputar nenhuma partida pelo clube.

### Athletico Paranaense
Em janeiro de 2020, foi emprestado ao Athletico Paranaense até o fim da temporada. Em 17 de dezembro de 2020, o Athletico acertou sua compra definitiva do Fernando de la Mora, tendo o atleta assinando contrato até dezembro de 2023. Bissoli havia feito 9 gols em 26 jogos na temporada, tendo inclusive sido um dos artilheiros do Campeonato Paranaense de 2020 com seis gols, ao lado de Nikão e Pedrinho, seus companheiros de time.

### Cruzeiro
Em 3 maio de 2021, foi anunciado como novo reforço do Cruzeiro por empréstimo, assinando até dezembro do mesmo ano. Fez seu primeiro gol pela Raposa no seu segundo jogo, em 29 de maio, saindo do banco e fazendo o único gol da derrota de 3–1 para o Confiança, na estreia da Série B do Campeonato Brasileiro.
Após apenas 3 meses no clube mineiro, Bissoli retornou ao Furacão antes do fim de seu empréstimo à pedido do próprio, devido ao fato de Matheus Babi sofrer uma grave lesão e desfalcar o clube no restante da temporada. Bissoli fez 11 jogos e marcou 1 gol com a camisa celeste.

### Retorno ao Athletico Paranaense
Logo em sua primeira partida após regressar ao Furacão, Bissoli fez dois gols na vitória de 4–2 de virada sobre a LDU na Copa Sul-Americana, ajudando o clube a chegar na semifinal do torneio, que o clube ia ganhar futuramente ao bater o RB Bragantino por 1–0 na final em 20 de novembro de 2021. Fez gols também na derrota por 2–1 contra o Palmeiras na 18ª rodada, na vitória pelo por 2–1 sobre o Juventude na 21ª e no empate por 2–2 com o Flamengo em jogo atrasado da 4ª rodada, tendo feito o gol de empate na partida.

### Avaí
Foi anunciado seu empréstimo até o final da temporada ao Avaí em 8 de abril de 2022. Tendo sido relacionado para o jogo da primeira da rodada do Campeonato Brasileiro, Bissoli acabou fazendo sua estreia nesse jogo que acabou com a vitória do Leão da Ilha por 1–0 contra o América Mineiro. Na sua estreia como titular, fez seu primeiro gol pelo Leão da Ilha da vitória por 3–2 sobre o Goiás na terceira rodada do Campeonato Brasileiro.
Na quinta rodada, fez o primeiro gol da vitória de 2–1 sobre o Coritiba em 10 de maio e também na rodada seguinte no dia 15, marcando o tento do Leão da Ilha na derrota para o Juventude por 2–1. Voltou a marcar na 10ª rodada do Campeonato Brasileiro em 8 de junho, fazendo o gol do Avaí em uma nova derrota por 2–1 para o Atlético Goianiense.
Até agosto de 2022, Bissoli havia feito dez gols pelo Leão da ressacada no Campeonato Brasileiro sendo seis de penalidades. Segundo o espião estatístico do ge, até novembro Bissoli havia feito 14 gols no torneio, que equivalia a 48,3% dos tentos do Leão no Brasileirão e evidenciava que o time dependia de seus gols. Essa foi a segunda maior dependência de um clube por um só atleta da história do Brasileiro de pontos corridos, atrás apenas de Pedro Raúl.
Após o término de seu empréstimo com Avaí, Bissoli retornou novamente ao Athletico Paranaense ao fim da temporada. Encerrou a passagem com 32 jogos e 14 gols (sendo nove de pênalti), sendo o artilheiro do time na temporada e terminando em quarto na artilharia do Brasileirão.

### Retorno ao Athletico Paranaense
Outros clubes como Vasco e Al-Ahly chegaram a fazer ofertas ao atleta no fim do empréstimo com o Avaí, mas não chegaram a um acordo. Sem espaço no clube paranaense e tendo disputado sua última partida em novembro de 2022, foi anunciado sua rescisão de contrato em 30 de junho de 2023.

### Ceará
No mesmo dia de sua despedida do Athletico Paranaense, Bissoli foi anunciado como novo reforço Ceará, com contrato válido até o final do ano com uma cláusula de renovação automática caso o clube permaneça na Série A. Fez sua estreia pelo Vozão em 10 de julho de 2023, na vitória por 3–0 sob o Botafogo-SP, tendo entrado no segundo tempo e atuado por 30 minutos. Pela boa atuação, foi elogiado ao fim da partida pelo técnico Guto Ferreira. Foi apresentado oficialmente pelo clube dois dias depois de sua estreia.
Em novembro de 2023 foi informado que Bissoli não ficaria para a temporada seguinte e que já havia assinado um pré-contrato com uma equipe do exterior. Ao foram 17 partidas pelo Vozão com três gols e duas assistências.

### Buriram United
Em janeiro de 2024, Bissoli foi anunciado como novo reforço do clube tailandês Buriram United, recebendo a camisa 7 para usar.

## Estatísticas
Atualizadas até dia 25 de novembro de 2023.[carece de fontes?]

### Clubes
| Clube                | Temporada         | Campeonato Nacional | Campeonato Nacional | Campeonato Nacional | Copa Nacional[a] | Copa Nacional[a] | Copa Nacional[a] | Competições Continentais[b] | Competições Continentais[b] | Competições Continentais[b] | Outros Torneios[c] | Outros Torneios[c] | Outros Torneios[c] | Total | Total | Total   |
| Clube                | Temporada         | Jogos               | Gols                | Assist.             | Jogos            | Gols             | Assist.          | Jogos                       | Gols                        | Assist.                     | Jogos              | Gols               | Assist.            | Jogos | Gols  | Assist. |
| -------------------- | ----------------- | ------------------- | ------------------- | ------------------- | ---------------- | ---------------- | ---------------- | --------------------------- | --------------------------- | --------------------------- | ------------------ | ------------------ | ------------------ | ----- | ----- | ------- |
| São Paulo            | 2017              | 1                   | 0                   | 0                   | —                | —                | —                | —                           | —                           | —                           | —                  | —                  | —                  | 1     | 0     | 0       |
| São Paulo            | 2018              | —                   | —                   | —                   | 1                | 0                | 0                | —                           | —                           | —                           | 1                  | 0                  | 0                  | 2     | 0     | 0       |
| São Paulo            | Total             | 1                   | 0                   | 0                   | 1                | 0                | 0                | 0                           | 0                           | 0                           | 1                  | 0                  | 0                  | 3     | 0     | 0       |
| Fernando de la Mora  | 2019              | —                   | —                   | —                   | —                | —                | —                | —                           | —                           | —                           | —                  | —                  | —                  | 0     | 0     | 0       |
| Fernando de la Mora  | Total             | 0                   | 0                   | 0                   | 0                | 0                | 0                | 0                           | 0                           | 0                           | 0                  | 0                  | 0                  | 0     | 0     | 0       |
| Athletico Paranaense | 2020              | 15                  | 0                   | 1                   | 1                | 1                | 0                | 6                           | 2                           | 0                           | 9                  | 6                  | 1                  | 31    | 9     | 2       |
| Athletico Paranaense | Total             | 15                  | 0                   | 1                   | 1                | 1                | 0                | 6                           | 2                           | 0                           | 9                  | 6                  | 1                  | 31    | 9     | 2       |
| Cruzeiro             | 2021              | 8                   | 1                   | 0                   | 2                | 0                | 1                | —                           | —                           | —                           | 1                  | 0                  | 0                  | 11    | 1     | 1       |
| Cruzeiro             | Total             | 8                   | 1                   | 0                   | 2                | 0                | 1                | 0                           | 0                           | 0                           | 1                  | 0                  | 0                  | 11    | 1     | 1       |
| Athletico Paranaense | 2021              | 21                  | 3                   | 0                   | —                | —                | —                | 3                           | 2                           | 1                           | 4                  | 2                  | 0                  | 28    | 7     | 1       |
| Athletico Paranaense | Total             | 21                  | 3                   | 0                   | 0                | 0                | 0                | 3                           | 2                           | 1                           | 4                  | 2                  | 0                  | 28    | 7     | 1       |
| Avaí                 | 2022              | 25                  | 13                  | 0                   | 0                | 0                | 0                | —                           | —                           | —                           | —                  | —                  | —                  | 25    | 13    | 0       |
| Avaí                 | Total             | 25                  | 13                  | 0                   | 0                | 0                | 0                | —                           | —                           | —                           | —                  | —                  | —                  | 25    | 13    | 0       |
| Athletico Paranaense | 2022              | 0                   | 0                   | 0                   | 0                | 0                | 0                | 0                           | 0                           | 0                           | 6                  | 0                  | 1                  | 6     | 0     | 1       |
| Athletico Paranaense | 2023              | —                   | —                   | —                   | —                | —                | —                | —                           | —                           | —                           | —                  | —                  | —                  | 0     | 0     | 0       |
| Athletico Paranaense | Total             | 0                   | 0                   | 0                   | 0                | 0                | 0                | 0                           | 0                           | 0                           | 6                  | 0                  | 1                  | 6     | 0     | 1       |
| Ceará                | 2023              | 17                  | 3                   | 2                   | —                | —                | —                | —                           | —                           | —                           | —                  | —                  | —                  | 17    | 3     | 2       |
| Ceará                | Total             | 17                  | 3                   | 2                   | 0                | 0                | 0                | 0                           | 0                           | 0                           | 0                  | 0                  | 0                  | 17    | 3     | 2       |
| Buriram United       | 2024              | 0                   | 0                   | 0                   | 0                | 0                | 0                | 0                           | 0                           | 0                           | —                  | —                  | —                  | 0     | 0     | 0       |
| Buriram United       | Total             | 0                   | 0                   | 0                   | 0                | 0                | 0                | 0                           | 0                           | 0                           | 0                  | 0                  | 0                  | 0     | 0     | 0       |
| Total na carreira    | Total na carreira | 87                  | 20                  | 3                   | 4                | 1                | 1                | 9                           | 4                           | 1                           | 21                 | 8                  | 2                  | 128   | 33    | 7       |

- a. ^ Jogos da Copa do Brasil
- b. ^ Jogos da Copa Libertadores da América e Copa Sul-Americana
- c. ^ Jogos do Campeonato Paulista, Campeonato Paranaense e Supercopa do Brasil

## Títulos

### Athletico Paranaense
- Campeonato Paranaense: 2020[carece de fontes?]
- Copa Sul-Americana: 2021[37]

### Buriram United
- Thai League 1: 2023–24[carece de fontes?]
- Campeonato de Clubes da ASEAN: 2024–25[38]

### Prêmios individuais
- Artilheiro da Campeonato Paranaense de 2021: 6 gols[carece de fontes?]